# Agathia prasinaspis
Agathia prasinaspis là một loài bướm đêm trong họ Geometridae.